# Joepiken
De Joepiken of Joepiks zijn een Eskimovolk in het oosten van Siberië en in Alaska.  Zij zijn vaak beter bekend onder de Engelse schrijfwijzen Yupik(s), Yup'ik of Yuit(s).  Zelf noemen ze zich Joepigyt (cyrillische schrijfwijze: Йупигыт), wat in het Joepiks 'gewone mensen' of 'echte mensen' betekent.
Men maakt een onderscheid tussen de Aziatische of Siberische Joepiken en de Alaska-Joepiken. 

## Verspreiding
Volgens de volkstelling van de Verenigde Staten in 2001 was het aantal Joepiken in het land meer dan 24.000, dat is inclusief 2.355 verwante Sugpiaq. Meer dan 22.000 wonen in het traditionele gebied van de Joepiken in west en zuidwest Alaska. In Alaska zijn ze het talrijkste inheemse volk. Ze spreken het Joepik van Centraal-Alaska dat behoort tot de Eskimo-Aleoetische talen. 
Volgens de Russische volkstelling van 2010 telde Rusland 1.738 Joepiken, waarvan 1.529 in het autonome district Tsjoekotka aan de Beringstraat. In de Russische statistieken worden ze aangeduid als Эскимосы, Eskimo's.

## Benaming
Yup'ik (meervoud Yupiit) is afgeleid van het woord yuk uit het Joepik wat betekent "persoon" met het suffix -pik, dat is "echt". Letterlijk betekent het dus "echte mensen". In de literatuur wordt het volk en de taal soms aangeduid als Yuk of Yuit. In de dialecten nabij Hooper Bay, in Chevak en op Nunivak worden het volk en de taal aangeduid als Cup'ik.
Weergave van het woord "persoon" (of "mens") in de Eskimotalen Joepik en Inuit:
| Eskimotalen                       | enkelvoud | duaal       | meervoud        |
| --------------------------------- | --------- | ----------- | --------------- |
| Joepik                            |           |             |                 |
| Sirenik                           | joech     | (ontbreekt) | joegyj          |
| Siberisch Joepik                  | joek      | ?           | joeit           |
| Naoekan Joepik                    | joek      | ?           | joeget          |
| Yupik (Centraal-/Zuidwest-Alaska) | yuk       | yuuk        | yuut (< yuuget) |
| Chevak Cup’ik                     | cuk       | cuugek      | cuuget          |
| Nunivak Cup’ig                    | cug       | cuug        | cuuget          |
| Alutiiq (schiereiland+Kodiak)     | suk       | suuk        | suuget          |
| Inuittalen                        |           |             |                 |
| Inupiak (Noordwest-Alaska)        | iñuk      | iñuuk       | iñuit / iñuich  |
| Inuvialuk of West-Canadees Inuit  | inuk      | innuk       | inuit           |
| Inuktitut of Oost-Canadees Inuit  | inuk      | inuuk       | inuit           |
| Groenlands of Kalaallisut         | inuk      | (ontbreekt) | inuit           |

Het Aleoetisch of Unangan, dat op de Aleoetische eilanden wordt gesproken, is in dit overzicht niet opgenomen.

## Herkomst
Onderzoek naar bloedgroepen, DNA en talen, wijst erop dat de voorouders van de Indianen Amerika eerder bereikten dan de voorouders van de Joepiken, Eskimo's en Aleoeten. 
De Proto-Eskimo's, de voorouders van de Joepiken, Eskimo's en Aleoeten, hebben volgens archeologen hun oorsprong in Noordoost-Siberië. Omstreeks 1000 v.Chr. arriveerden ze in het gebied rond de Beringzee, waar ze de eerdere Paleo-Eskimo's verdrongen. De voorlopers van de Joepiken vestigden zich langs de kustgebieden van wat nu West-Alaska is en migreerden langzaam verder langs de Yukon en de Kuskokwimrivier. Rond 1400 na Chr. waren ze gevorderd tot Paimiut en Crow Village.
De Siberische Joepiken zijn mogelijk een remigratie vanuit Alaska terug naar Siberië.

## Taal
De vijf Joepiktalen worden nog vrij algemeen gesproken; meer dan 75% van de Joepikbevolking beheerst de  eigen taal.
De Joepiken van Siberië en Alaska namen, net als de Alaskaanse Inupiat, het schrijfsysteem over dat missionarissen  rond 1760 in Groenland invoerden. Later raakte dit weer in onbruik. Eind-19e-eeuwse missionarissen die naar de Joepiken in Zuidwest-Alaska gingen, gebruikten het Joepik in hun kerkdiensten, en zorgden voor vertalingen van delen van de Bijbel.
De Eskimo–Aleoetische talen worden hieronder getoond:
- Eskimo-Aleoetische talen.
  - Aleoetisch
  - Eskimotalen
    - Inuit
    - Joepiktalen
      - Alaska:
        - Centraal Alaska Joepik
        - Alutiiq

      - Siberië:
        - Siberisch Joepik (Yuit)
        - Naoekan Joepik
        - Sirenisch (†1997)[10]